# Eurometropool Rijsel-Kortrijk-Doornik
De Eurometropool Kortrijk-Rijsel-Doornik (Frans: Eurométropole Lille-Kortrijk-Tournai) is een Frans-Belgische intercommunale die werd opgericht op 28 januari 2008. De bedoeling van het samenwerkingsverband is om de samenwerking te verbeteren binnen het grensoverschrijdend grootstedelijk gebied tussen de steden Rijsel, Kortrijk en Doornik, een gebied met ongeveer 2.100.000 inwoners.

## Geschiedenis
De eerste grensoverschrijdende contacten vonden plaats in 1991 met de oprichting van de Permanente Conferentie van Intercommunales (GPCI). In de jaren die daarop volgden zou het GPCI een belangrijke rol gaan spelen bij het tot stand komen van grensoverschrijdende projecten. 
Ruim tien jaar later, op 18 december 2003, werd een parlementaire werkgroep gevormd die in 2008 zou resulteren in de oprichting van de Eurometropool.

## Organisatie

### Samenstelling
De Eurometropool is opgebouwd rond de agglomeratie van de steden Rijsel, Kortrijk en Doornik, en omvat het gebied Europese metropool van Rijsel, 4 arrondissementen in Zuid-West-Vlaanderen (Arrondissementen Ieper, Kortrijk, Roeselare en Tielt) en 3 arrondissementen in Picardisch Wallonië (Arrondissementen Aat, Doornik en Moeskroen). In totaal zijn 152 gemeenten lid van deze intercommunale regio. 

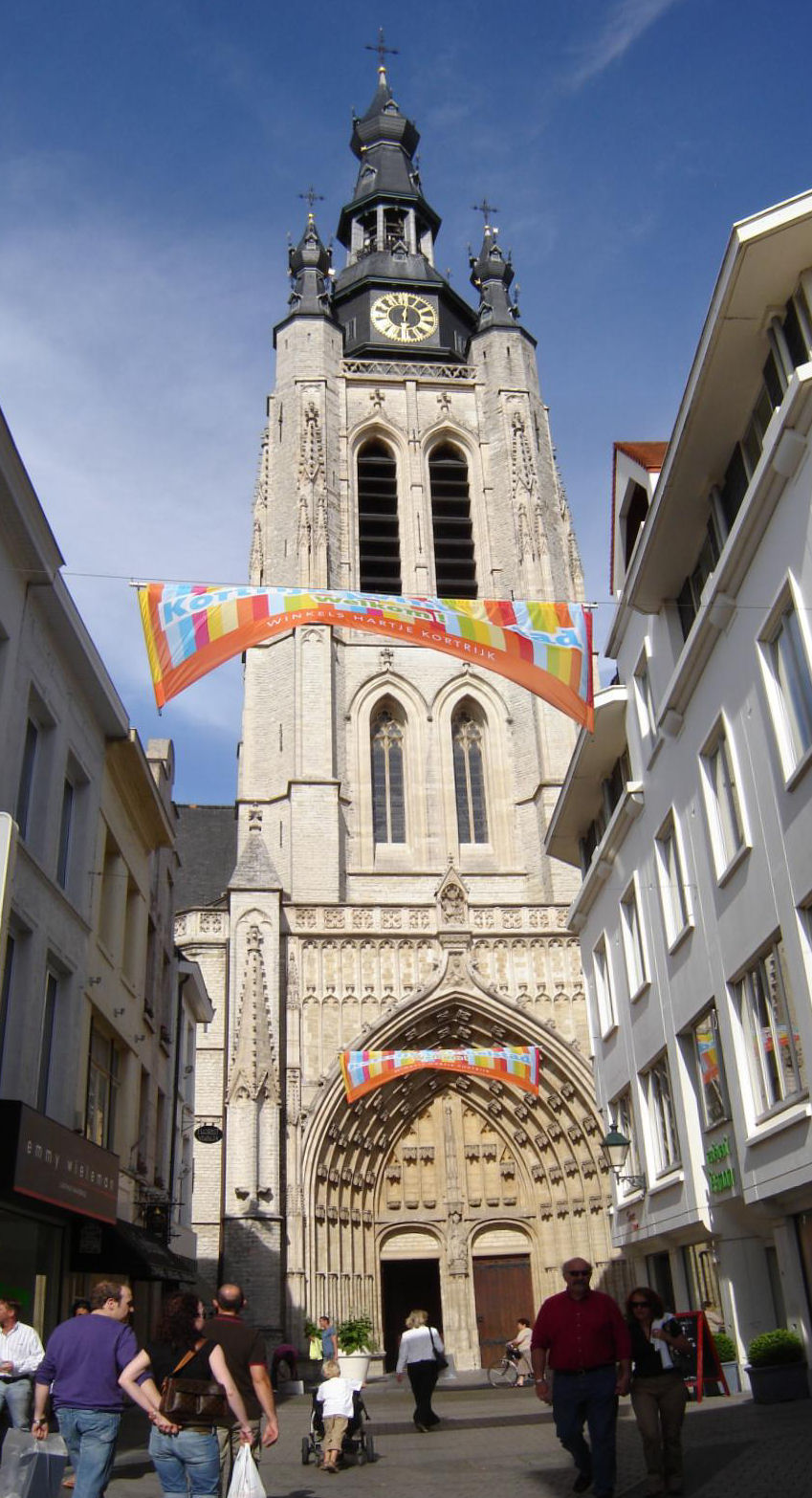
Sint-Maartenskerk Kortrijk
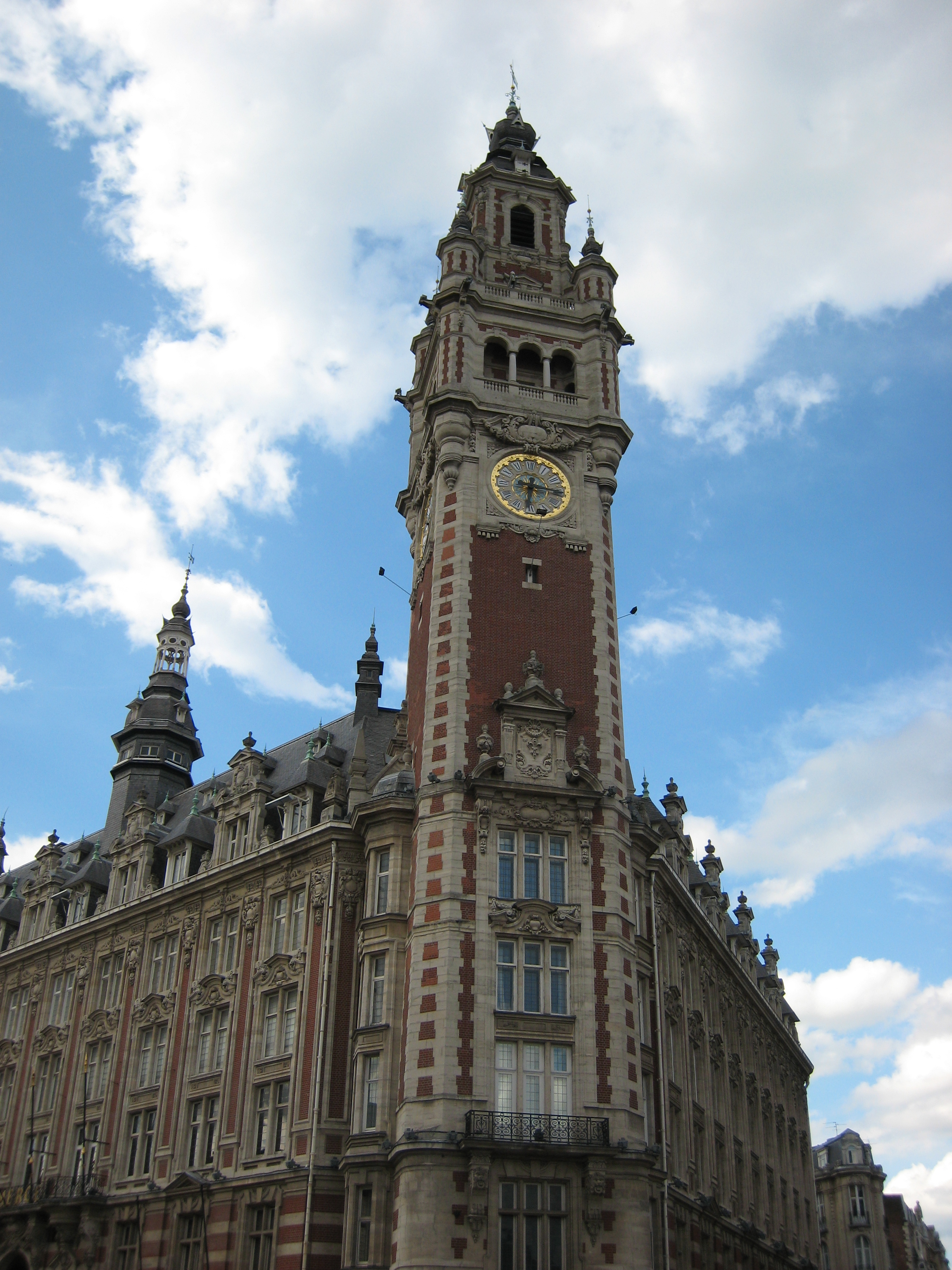
Kamer van Koophandel Rijsel
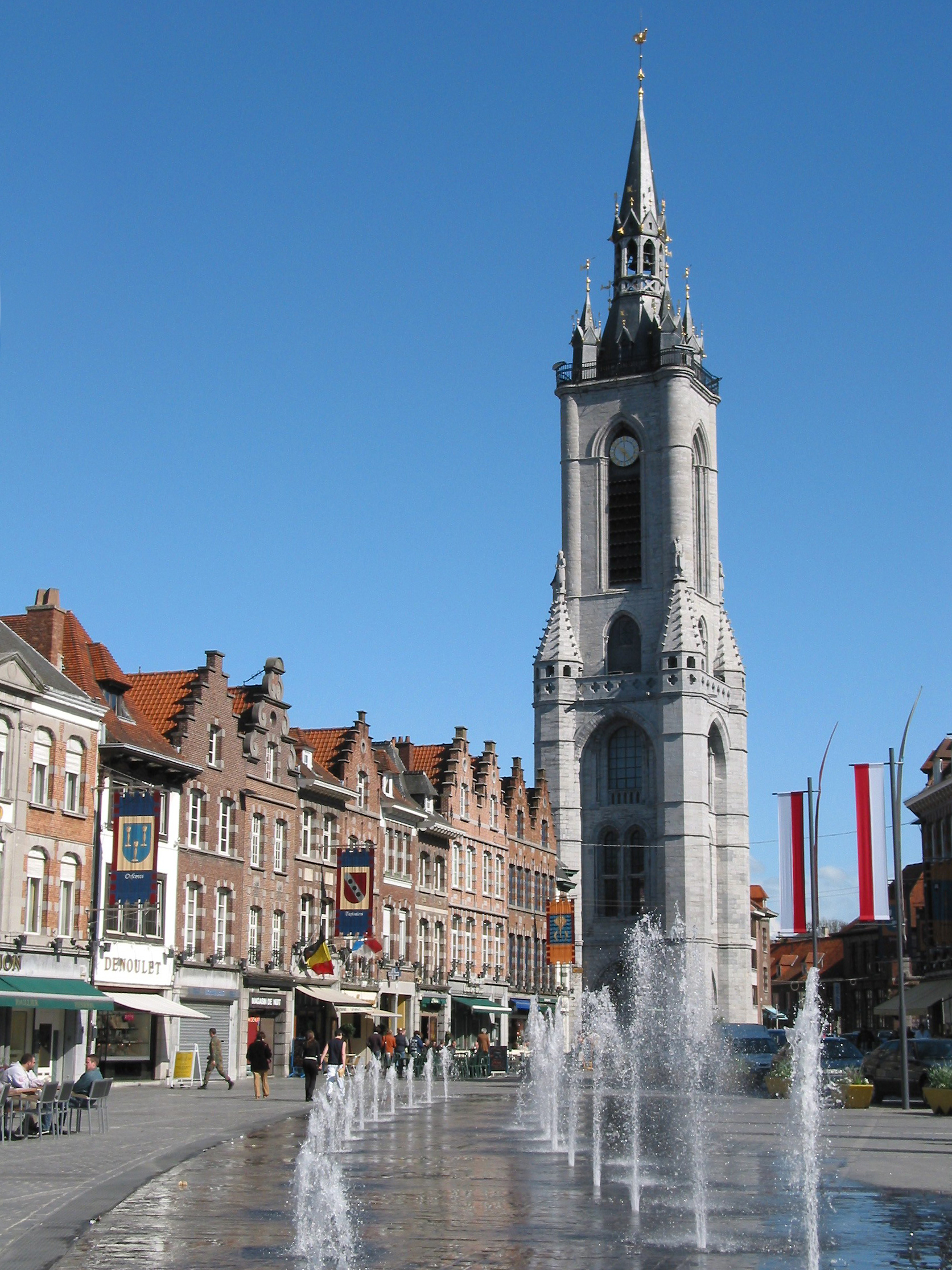
Belfort van Doornik
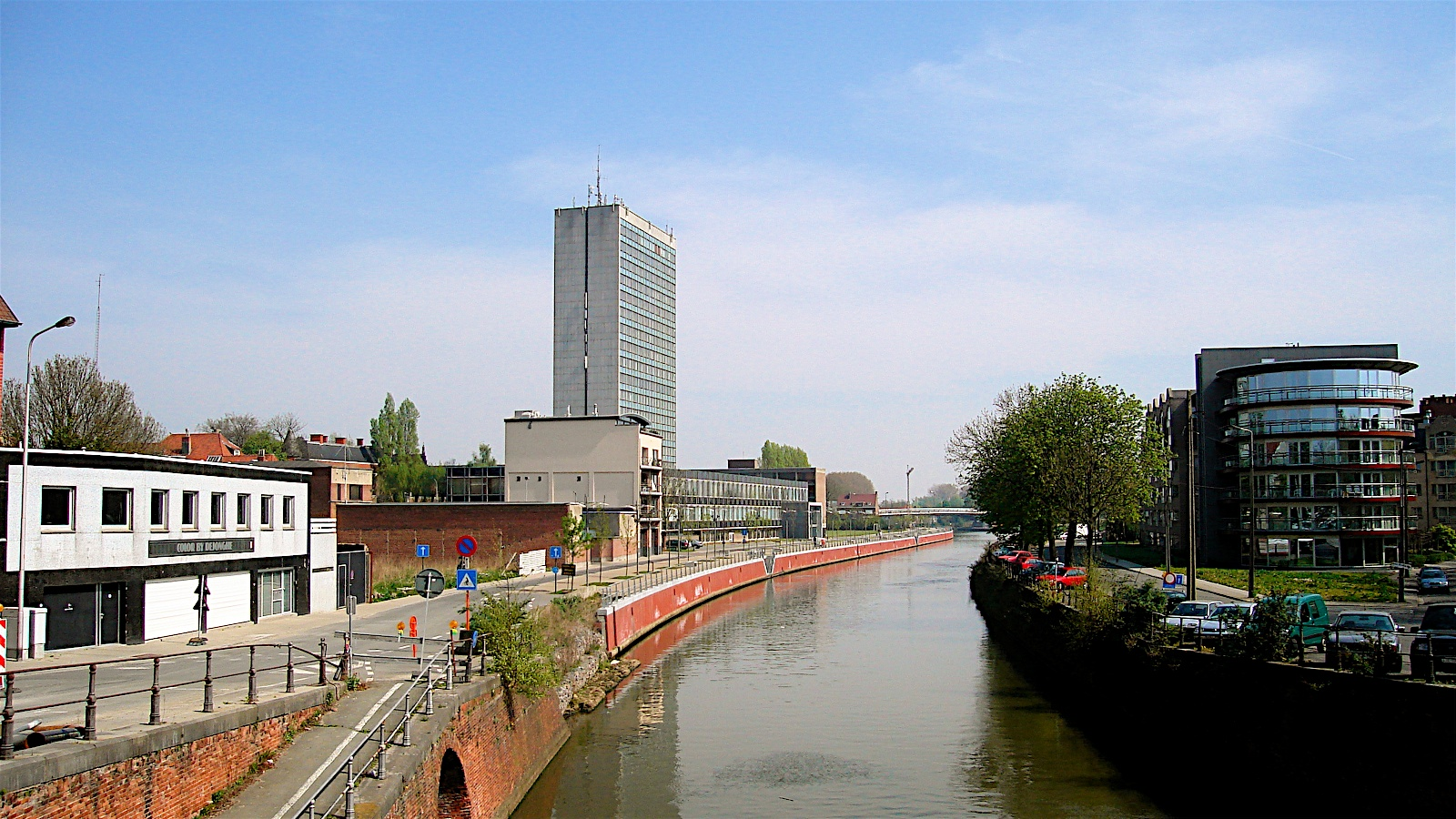
Collegetoren te Kortrijk in 2007

### Gemeenten in de Eurometropool
| Picardisch Wallonië | West-Vlaanderen | Hauts-de-France          | Hauts-de-France           | Hauts-de-France       |
| ------------------- | --------------- | ------------------------ | ------------------------- | --------------------- |
| Antoing             | Anzegem         | Allennes-les-Marais      | Hem                       | Sainghin-en-Mélantois |
| Ath                 | Ardooie         | Annœullin                | Herlies                   | Sainghin-en-Weppes    |
| Belœil              | Avelgem         | Anstaing                 | Houplin-Ancoisne          | Saint-André-lez-Lille |
| Bernissart          | Deerlijk        | Armentières              | Houplines                 | Salomé                |
| Brugelette          | Dentergem       | Aubers                   | Illies                    | Santes                |
| Brunehaut           | Harelbeke       | Baisieux                 | La Bassée                 | Seclin                |
| Celles              | Heuvelland      | Bauvin                   | La Chapelle-d'Armentières | Sequedin              |
| Chièvres            | Hooglede        | Beaucamps-Ligny          | La Madeleine              | Templemars            |
| Comines-Warneton    | Ieper           | Bois-Grenier             | Lambersart                | Toufflers             |
| Ellezelles          | Ingelmunster    | Bondues                  | Lannoy                    | Tourcoing             |
| Enghien             | Izegem          | Bousbecque               | Le Maisnil                | Tressin               |
| Estaimpuis          | Kortrijk        | Bouvines                 | Leers                     | Vendeville            |
| Flobecq             | Kuurne          | Capinghem                | Lesquin                   | Verlinghem            |
| Frasnes-lez-Anvaing | Langemark       | Carnin                   | Lezennes                  | Villeneuve-d'Ascq     |
| Lessines            | Ledegem         | Chéreng                  | Lille                     | Wambrechies           |
| Leuze-en-Hainaut    | Lendelede       | Comines                  | Linselles                 | Warneton              |
| Mont-de-l'Enclus    | Lichtervelde    | Croix                    | Lomme                     | Wasquehal             |
| Mouscron            | Menen           | Deûlémont                | Lompret                   | Wattignies            |
| Pecq                | Mesen           | Don                      | Loos                      | Wattrelos             |
| Péruwelz            | Meulebeke       | Emmerin                  | Lys-lez-Lannoy            | Wavrin                |
| Rumes               | Moorslede       | Englos                   | Marcq-en-Barœul           | Wervicq-Sud           |
| Silly               | Oostrozebeke    | Ennetières-en-Weppes     | Marquette-lez-Lille       | Wicres                |
| Tournai             | Pittem          | Erquinghem-le-Sec        | Marquillies               | Willems               |
|                     | Poperinge       | Erquinghem-Lys           | Mons-en-Barœul            |                       |
|                     | Roeselare       | Escobecques              | Mouvaux                   |                       |
|                     | Ruiselede       | Faches-Thumesnil         | Neuville-en-Ferrain       |                       |
|                     | Spiere-Helkijn  | Forest-sur-Marque        | Noyelles-lès-Seclin       |                       |
|                     | Staden          | Fournes-en-Weppes        | Pérenchies                |                       |
|                     | Tielt           | Frelinghien              | Péronne-en-Mélantois      |                       |
|                     | Vleteren        | Fretin                   | Prémesques                |                       |
|                     | Waregem         | Fromelles                | Provin                    |                       |
|                     | Wervik          | Gruson                   | Quesnoy-sur-Deûle         |                       |
|                     | Wevelgem        | Hallennes-lez-Haubourdin | Radinghem-en-Weppes       |                       |
|                     | Wielsbeke       | Halluin                  | Ronchin                   |                       |
|                     | Wingene         | Hantay                   | Roncq                     |                       |
|                     | Zonnebeke       | Haubourdin               | Roubaix                   |                       |
|                     | Zwevegem        | Hellemmes-Lille          | Sailly-lez-Lannoy         |                       |

### Organisatie
Het samenwerkingsverband is een Europese Groepering voor Territoriale Samenwerking wat betekent dat ze rechtspersoonlijkheid heeft.
Het agentschap van het Eurometropool bevindt zich in Kortrijk. Daar worden 8 werknemers te werk gesteld, met als doel de 8 actiegroepen te ondersteunen. Elke actiegroep wordt geleid door  een duo van voorzitters, bestaande uit een politicus en een vertegenwoordiger van het middenveld. Elke actiegroep werkt aan één specifieke prioritaire actie. Deze acties zijn:
- Grensoverschrijdend alternerend leren
- Talen leren
- Digitaal netwerk
- Hoger onderwijs
- Grensoverschrijdende mobiliteit
- Grensoverschrijdende tewerkstelling
- Het Blauwe Park van de Eurometropool
- Promotie van duurzame energie

## Doelstellingen
De Eurometropool heeft volgende zaken tot doel:
- Het overleg, de dialoog en het politieke debat tussen de betrokken instellingen verzekeren;
- Grensoverschrijdende coherentie verzekeren voor het geheel van het grondgebied;
- Grensoverschrijdende projecten realiseren en faciliteren;
- Het dagelijkse leven van de inwoners van de Frans-Belgische metropool vergemakkelijken.

## Transport

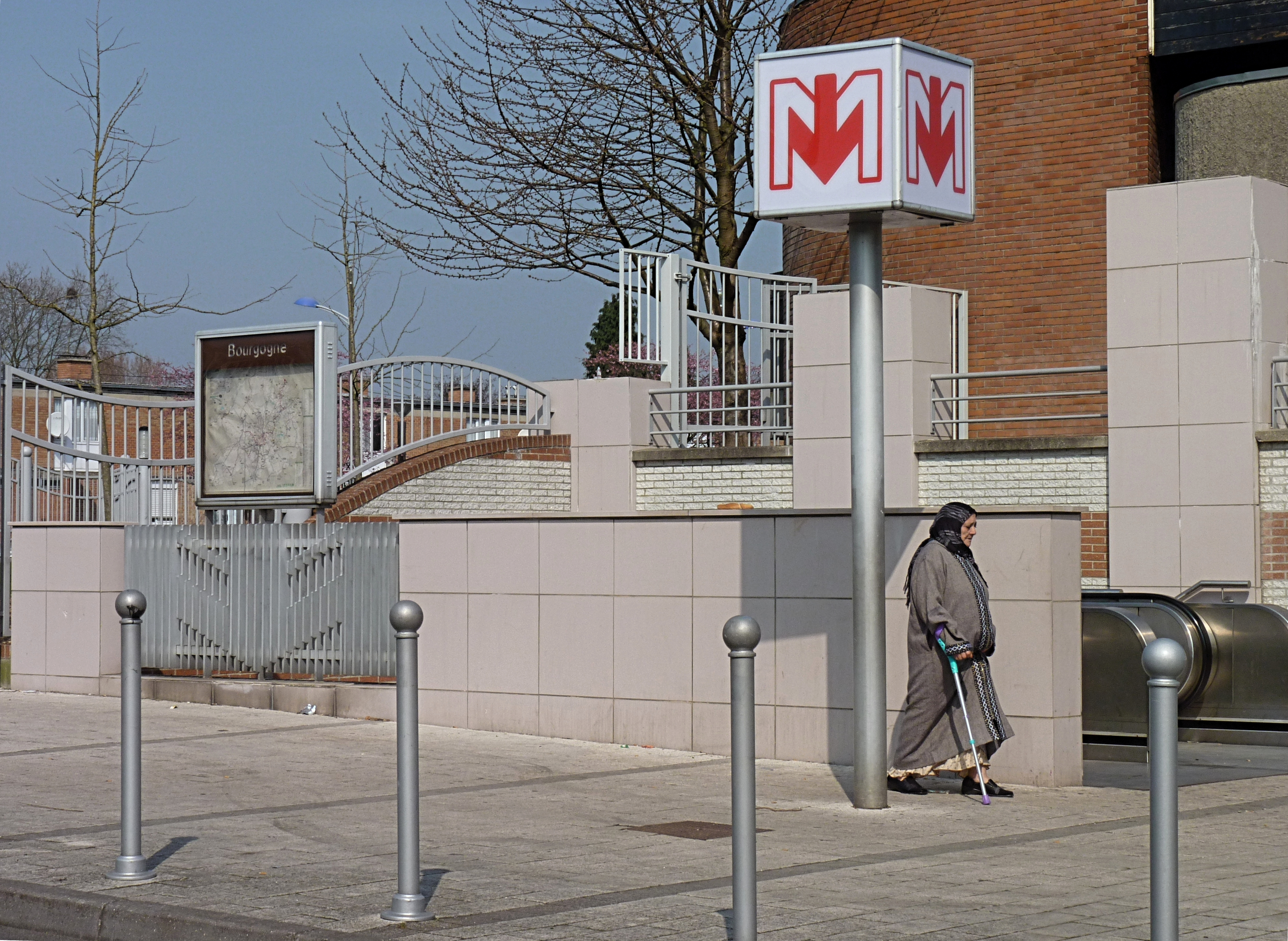
metrostation Bourgogne in Tourcoing

Het openbaar vervoer op het grondgebied van de Eurometropool wordt verzorgd door de verschillende vervoersmaatschappijen van de gebieden die er lid van zijn. Voor de regio rond Kortrijk is dat de de Lijn, voor de regio rond Moeskroen en Doornik is dat TEC en voor de agglomeratie van Rijsel is dit Ilévia. In het Vlaamse en Waalse gedeelte van de Eurometropool gaat het om busdiensten, Lille Métropole beschikt ook over een tram en metro. De metro van Rijsel rijkt in Tourcoing tot aan de Belgische grens en de metrostations Bourgogne en CH Dron zijn gemakkelijk te bereiken vanuit Moeskroen en Kortrijk. Plannen om de metro ook tot over de grens door te trekken zijn om financiële redenen opgeborgen.
Er is een vlotte treinverbinding tussen de belangrijkste steden van de Eurometropool.